# Claudia Olsen
Claudia Olsen, née le 22 septembre 1896 et morte le 9 novembre 1980, est une femme politique norvégienne du Parti conservateur.

## Biographie
Née à Tønsberg, elle est élue au Storting de market towns of Vestfold en 1945, et est réélue à trois reprises.
Elle est membre du comité exécutif du conseil municipal de Tønsberg entre 1928 et 1931 et est membre régulier du conseil municipal entre 1933 et 1945.